# Wahl zur Stadtverordnetenversammlung von Groß-Berlin 1929
- KPD: 56
- SPD: 64
- DDP: 14
- Z: 8
- CVD: 3
- WP: 10
- DVP: 16
- DNVP: 40
- DVFP: 1
- NSDAP: 13

Die Wahl zur Stadtverordnetenversammlung von Berlin 1929 fand am 17. November 1929 statt.
Das Ergebnis der Wahl zeigt eine Radikalisierung der Ränder, im linkspolitischen Spektrum durch die Zugewinne der Kommunistischen Partei Deutschlands (KPD), im rechtspolitischen Spektrum durch den Einzug der Nationalsozialistischen Deutschen Arbeiterpartei (NSDAP) und dem gleichzeitigen Verlust der gemäßigten Parteien.
Dessen ungeachtet konnte die SPD wieder ihre Position als stärkste Partei behaupten, dicht gefolgt von der KPD.
Die Deutschnationale Volkspartei (DNVP) fiel aufgrund leichter Verluste und dem Zugewinn der KPD auf den dritten Platz.
Die Deutsche Volkspartei (DVP) setzte sich nur knapp von der Deutschen Demokratischen Partei (DDP) ab, welche ihrerseits etwa 20 Prozent ihrer bisherigen Wähler verlor.
Mit mehr als 5 Prozent der Stimmen konnte die Nationalsozialistische Deutsche Arbeiterpartei (NSDAP) mit 13 Abgeordneten ins Parlament einziehen.
Sowohl die Reichspartei des deutschen Mittelstandes (WP) als auch die Deutsche Zentrumspartei konnten keine großen Zugewinne verbuchen.
Der Christliche Volksdienst (CVD) erlangte drei Abgeordnete.

## Wahlvorschläge
Bei der Wahl zur Stadtverordnetenversammlung traten insgesamt 22 Parteien bzw. Vereinigungen an. Dies war die höchste Anzahl an Wahlvorschlägen, die jemals zu einer Berliner Stadtverordnetenwahl angetreten sind. 13 dieser Parteien waren in allen 15 Wahlkreisen wählbar. Die Deutsche Zentrumspartei stand in allen bis auf den VII., die Christlich-Soziale Reichspartei in allen bis auf den VIII. Wahlkreis zur Wahl. Alle anderen Parteien hatten 12 oder weniger Kreiswahlvorschläge eingereicht. Drei der Wahlvorschläge waren in jeweils nur einem Wahlkreis vertreten. Dies waren die Linksradikale Antikorruptionspartei, die im Wahlkreis VI. zur Wahl stand, der Wahlvorschlag Evangelische Wähler und Wählerinnen, im Wahlkreis XII., und die Überparteiliche Liste, im Wahlkreis XV.
Alle Parteien, bis auf die Überparteiliche Liste, hatten jeweils auch einen Stadtwahlvorschlag eingereicht, an den die Kreiswahlvorschläge der jeweiligen Partei angeschlossen waren. Die Überparteiliche Liste war an den Stadtwahlvorschlag der Deutschnationalen Volkspartei angeschlossen. Bei der Sitzzuteilung wurden die Reststimmen der Kreiswahlvorschläge, die bei der Sitzzuteilung in den Wahlkreisen nicht berücksichtigt wurden, auf die angeschlossenen Stadtwahlvorschläge übertragen, sodass die Parteien die Möglichkeit hatten über diese noch weitere Sitze zu erringen.
Darüber hinaus gab es bei dieser Wahl zwei Listenverbindungen (dies war nur unter den Stadtwahlvorschlägen möglich). So waren zum einen die Stadtwahlvorschläge der Deutschen Demokratischen Partei, der Deutschen Volkspartei, der Reichspartei des deutschen Mittelstandes, und der Deutschen Zentrumspartei miteinander verbunden, zum anderen bildeten die Stadtwahlvorschläge der Deutschnationalen Volkspartei, der Deutschvölkischen Freiheitsbewegung, des Christlichen Volksdienstes, der Volksrechtpartei und der Reichspartei für Handel, Handwerk und Gewerbe eine Listenverbindung. Innerhalb der letztgenannten sind die Deutschvölkische Freiheitsbewegung, die Volksrechtpartei und die Reichspartei für Handel, Handwerk und Gewerbe zusätzlich noch eine Unterverbindung eingegangen. Bei der Sitzzuteilung gelten diese drei Parteien den anderen zwei Parteien in der Listenverbindung gegenüber als ein Wahlvorschlag. Die zwei Listenverbindungen wiederum gelten bei der Sitzzuteilung den restlichen 13 Parteien gegenüber als jeweils ein Wahlvorschlag.
| Kreiswahlvorschlag                                                          | Wahlkreis | Wahlkreis | Wahlkreis | Wahlkreis | Wahlkreis | Wahlkreis | Wahlkreis | Wahlkreis | Wahlkreis | Wahlkreis | Wahlkreis | Wahlkreis | Wahlkreis | Wahlkreis | Wahlkreis | Stadtwahlvorschlag                                                          |
| Kreiswahlvorschlag                                                          | I         | II        | III       | IV        | V         | VI        | VII       | VIII      | IX        | X         | XI        | XII       | XIII      | XIV       | XV        | Stadtwahlvorschlag                                                          |
| --------------------------------------------------------------------------- | --------- | --------- | --------- | --------- | --------- | --------- | --------- | --------- | --------- | --------- | --------- | --------- | --------- | --------- | --------- | --------------------------------------------------------------------------- |
| Sozialdemokratische Partei Deutschlands (SPD)                               |           |           |           |           |           |           |           |           |           |           |           |           |           |           |           | Sozialdemokratische Partei Deutschlands (SPD)                               |
| Deutschnationale Volkspartei (DNVP)                                         |           |           |           |           |           |           |           |           |           |           |           |           |           |           |           | Deutschnationale Volkspartei 2 (DNVP)                                       |
| Überparteiliche Liste (ÜL)                                                  |           |           |           |           |           |           |           |           |           |           |           |           |           |           |           | Deutschnationale Volkspartei 2 (DNVP)                                       |
| Kommunistische Partei Deutschlands (KPD)                                    |           |           |           |           |           |           |           |           |           |           |           |           |           |           |           | Kommunistische Partei Deutschlands (KPD)                                    |
| Deutsche Demokratische Partei (DDP)                                         |           |           |           |           |           |           |           |           |           |           |           |           |           |           |           | Deutsche Demokratische Partei 1 (DDP)                                       |
| Deutsche Volkspartei (DVP)                                                  |           |           |           |           |           |           |           |           |           |           |           |           |           |           |           | Deutsche Volkspartei 1 (DVP)                                                |
| Reichspartei des deutschen Mittelstandes (Wirtschaftspartei) (WP)           |           |           |           |           |           |           |           |           |           |           |           |           |           |           |           | Reichspartei des deutschen Mittelstandes (Wirtschaftspartei) 1 (WP)         |
| Deutsche Zentrumspartei (Z)                                                 |           |           |           |           |           |           |           |           |           |           |           |           |           |           |           | Deutsche Zentrumspartei 1 (Z)                                               |
| Deutschvölkische Freiheitsbewegung (DVFB)                                   |           |           |           |           |           |           |           |           |           |           |           |           |           |           |           | Deutschvölkische Freiheitsbewegung 2 a (DVFB)                               |
| Christlicher Volksdienst (CVD)                                              |           |           |           |           |           |           |           |           |           |           |           |           |           |           |           | Christlicher Volksdienst 2 (CVD)                                            |
| Unabhängige Sozialdemokratische Partei Deutschlands (USPD)                  |           |           |           |           |           |           |           |           |           |           |           |           |           |           |           | Unabhängige Sozialdemokratische Partei Deutschlands (USPD)                  |
| Volksrechtpartei (Reichspartei für Volksrecht und Aufwertung) (VRP)         |           |           |           |           |           |           |           |           |           |           |           |           |           |           |           | Volksrechtpartei (Reichspartei für Volksrecht und Aufwertung) 2 a (VRP)     |
| Linksradikale Antikorruptionspartei (LAP)                                   |           |           |           |           |           |           |           |           |           |           |           |           |           |           |           | Linksradikale Antikorruptionspartei (LAP)                                   |
| Freibund des Handwerks, Kleinhandels und Gewerbes E. V. (FHKG)              |           |           |           |           |           |           |           |           |           |           |           |           |           |           |           | Freibund des Handwerks, Kleinhandels und Gewerbes E. V. (FHKG)              |
| Evangelische Wähler und Wählerinnen (EWW)                                   |           |           |           |           |           |           |           |           |           |           |           |           |           |           |           | Evangelische Wähler und Wählerinnen (EWW)                                   |
| Allgemeine Volkspartei (Reichspartei für Aufwertung und Recht) (AVRA)       |           |           |           |           |           |           |           |           |           |           |           |           |           |           |           | Allgemeine Volkspartei (Reichspartei für Aufwertung und Recht) (AVRA)       |
| Nationalsozialistische Deutsche Arbeiterpartei (Hitlerbewegung) (NSDAP)     |           |           |           |           |           |           |           |           |           |           |           |           |           |           |           | Nationalsozialistische Deutsche Arbeiterpartei (Hitlerbewegung) (NSDAP)     |
| Reichspartei für Handel, Handwerk und Gewerbe (RHHG)                        |           |           |           |           |           |           |           |           |           |           |           |           |           |           |           | Reichspartei für Handel, Handwerk und Gewerbe 2 a (RHHG)                    |
| Linke Kommunisten (Leninbund) (LKL)                                         |           |           |           |           |           |           |           |           |           |           |           |           |           |           |           | Linke Kommunisten (Leninbund) (LKL)                                         |
| Nationalrevolutionäre Volkspartei (NVRP)                                    |           |           |           |           |           |           |           |           |           |           |           |           |           |           |           | Nationalrevolutionäre Volkspartei (NVRP)                                    |
| Christlich-Soziale Reichspartei (CSRP)                                      |           |           |           |           |           |           |           |           |           |           |           |           |           |           |           | Christlich-Soziale Reichspartei (CSRP)                                      |
| Partei für Mietreform, Reichspartei der Mieter und Wohnungssuchenden (PMMW) |           |           |           |           |           |           |           |           |           |           |           |           |           |           |           | Partei für Mietreform, Reichspartei der Mieter und Wohnungssuchenden (PMMW) |

## Ergebnis

### Gesamtergebnis
| Partei (Kürzel)            | Partei (Kürzel)                                                             | Ergebnis  | Ergebnis | Ergebnis | Sitze  | Sitze |
| Partei (Kürzel)            | Partei (Kürzel)                                                             | Stimmen   | %        | +/−      | Anzahl | +/−   |
| -------------------------- | --------------------------------------------------------------------------- | --------- | -------- | -------- | ------ | ----- |
|                            | Sozialdemokratische Partei Deutschlands (SPD)                               | 651.735   | 28,4     | – 4,2    | 64     | – 9   |
|                            | Kommunistische Partei Deutschlands (KPD)                                    | 565.277   | 24,6     | + 5,9    | 56     | + 13  |
|                            | Deutschnationale Volkspartei (DNVP)                                         | 404.632   | 17,6     | – 3,2    | 40     | – 7   |
|                            | Deutsche Volkspartei (DVP)                                                  | 154.250   | 6,7      | + 0,7    | 16     | + 2   |
|                            | Deutsche Demokratische Partei (DDP)                                         | 138.456   | 6,0      | – 3,3    | 14     | – 7   |
|                            | Nationalsozialistische Deutsche Arbeiterpartei (Hitlerbewegung) (NSDAP)     | 132.097   | 5,8      | –        | 13     | –     |
|                            | Reichspartei des deutschen Mittelstandes (Wirtschaftspartei) (WP)           | 100.329   | 4,4      | + 0,4    | 10     | ± 0   |
|                            | Deutsche Zentrumspartei (Z)                                                 | 81.404    | 3,6      | + 0,2    | 8      | ± 0   |
|                            | Christlicher Volksdienst (CVD)                                              | 30.087    | 1,3      | –        | 3      | –     |
|                            | Deutschvölkische Freiheitsbewegung (DVFB)                                   | 7.385     | 0,3      | – 1,2    | 1      | – 2   |
|                            | Freibund des Handwerks, Kleinhandels und Gewerbes E. V. (FHKG)              | 5.727     | 0,2      | –        | –      | –     |
|                            | Unabhängige Sozialdemokratische Partei Deutschlands (USPD)                  | 5.074     | 0,2      | – 0,6    | 0      | – 1   |
|                            | Linke Kommunisten (Leninbund) (LKL)                                         | 3.797     | 0,2      | –        | –      | –     |
|                            | Volksrechtpartei (Reichspartei für Volksrecht und Aufwertung) (VRP)         | 3.504     | 0,2      | –        | –      | –     |
|                            | Christlich-Soziale Reichspartei (CSRP)                                      | 3.305     | 0,1      | –        | –      | –     |
|                            | Reichspartei für Handel, Handwerk und Gewerbe (RHHG)                        | 3.007     | 0,1      | –        | –      | –     |
|                            | Allgemeine Volkspartei (Reichspartei für Aufwertung und Recht) (AVRA)       | 2.996     | 0,1      | –        | –      | –     |
|                            | Überparteiliche Liste (ÜL)                                                  | 380       | 0,0      | –        | –      | –     |
|                            | Nationalrevolutionäre Volkspartei (NVRP)                                    | 349       | 0,0      | –        | –      | –     |
|                            | Partei für Mietreform, Reichspartei der Mieter und Wohnungssuchenden (PMMW) | 298       | 0,0      | –        | –      | –     |
|                            | Evangelische Wähler und Wählerinnen (EWW)                                   | 172       | 0,0      | –        | –      | –     |
|                            | Linksradikale Antikorruptionspartei (LAP)                                   | 17        | 0,0      | –        | –      | –     |
| Gültige Stimmen            | Gültige Stimmen                                                             | 2.294.278 | 100,0    |          | 225    | ± 0   |
| Ungültige Stimmen          | Ungültige Stimmen                                                           | 18.373    | 0,8      | – 0,1    |        |       |
| Wähler und Wahlbeteiligung | Wähler und Wahlbeteiligung                                                  | 2.312.651 | 70,3     | + 6,6    |        |       |
| Wahlberechtigte            | Wahlberechtigte                                                             | 3.289.182 | 100,0    |          |        |       |

### Ergebnis nach Geschlecht
Eine Besonderheit bei der Wahl von 1929 war, dass die Stimmen getrennt nach Geschlecht abgegeben wurden (getrennte Stimmenerfassung).
| Partei (Kürzel)            | Partei (Kürzel)                                                             | Ergebnis  | Ergebnis | Ergebnis  | Ergebnis | Geschlechteranteil an d. Gesamtstimmen in % | Geschlechteranteil an d. Gesamtstimmen in % |
| Partei (Kürzel)            | Partei (Kürzel)                                                             | Männer    | Männer   | Frauen    | Frauen   | Geschlechteranteil an d. Gesamtstimmen in % | Geschlechteranteil an d. Gesamtstimmen in % |
| Partei (Kürzel)            | Partei (Kürzel)                                                             | Stimmen   | %        | Stimmen   | %        | Männer                                      | Frauen                                      |
| -------------------------- | --------------------------------------------------------------------------- | --------- | -------- | --------- | -------- | ------------------------------------------- | ------------------------------------------- |
|                            | Sozialdemokratische Partei Deutschlands (SPD)                               | 309.718   | 28.4     | 342.017   | 28,5     | 47,5                                        | 52,5                                        |
|                            | Kommunistische Partei Deutschlands (KPD)                                    | 307.776   | 28,2     | 257.501   | 21,4     | 54,4                                        | 45,6                                        |
|                            | Deutschnationale Volkspartei (DNVP)                                         | 163.861   | 15,0     | 240.771   | 20,0     | 40,5                                        | 59,5                                        |
|                            | Deutsche Volkspartei (DVP)                                                  | 67.346    | 6,2      | 86.904    | 7,2      | 43,7                                        | 56,3                                        |
|                            | Deutsche Demokratische Partei (DDP)                                         | 66.382    | 6,1      | 72.074    | 6,0      | 47,9                                        | 52,1                                        |
|                            | Nationalsozialistische Deutsche Arbeiterpartei (Hitlerbewegung) (NSDAP)     | 70.204    | 6,4      | 61.893    | 5,1      | 53,1                                        | 46,9                                        |
|                            | Reichspartei des deutschen Mittelstandes (Wirtschaftspartei) (WP)           | 49.284    | 4,5      | 51.045    | 4,2      | 49,1                                        | 50,9                                        |
|                            | Deutsche Zentrumspartei (Z)                                                 | 30.814    | 2,8      | 50.590    | 4,2      | 37,9                                        | 62,1                                        |
|                            | Christlicher Volksdienst (CVD)                                              | 9.338     | 0,9      | 20.749    | 1,7      | 31,0                                        | 69,0                                        |
|                            | Deutschvölkische Freiheitsbewegung (DVFB)                                   | 3.652     | 0,3      | 3.733     | 0,3      | 49,5                                        | 50,5                                        |
|                            | Freibund des Handwerks, Kleinhandels und Gewerbes E. V. (FHKG)              | 3.012     | 0,3      | 2.715     | 0,2      | 52,6                                        | 47,4                                        |
|                            | Unabhängige Sozialdemokratische Partei Deutschlands (USPD)                  | 2.790     | 0,3      | 2.284     | 0,2      | 55,0                                        | 45,0                                        |
|                            | Linke Kommunisten (Leninbund) (LKL)                                         | 1.879     | 0,2      | 1.918     | 0,2      | 49,5                                        | 50,5                                        |
|                            | Volksrechtpartei (Reichspartei für Volksrecht und Aufwertung) (VRP)         | 1.503     | 0,1      | 2.001     | 0,2      | 42,9                                        | 57,1                                        |
|                            | Christlich-Soziale Reichspartei (CSRP)                                      | 1.403     | 0,1      | 1.902     | 0,2      | 42,5                                        | 57,5                                        |
|                            | Reichspartei für Handel, Handwerk und Gewerbe (RHHG)                        | 1.541     | 0,1      | 1.466     | 0,1      | 51,2                                        | 48,8                                        |
|                            | Allgemeine Volkspartei (Reichspartei für Aufwertung und Recht) (AVRA)       | 1.230     | 0,1      | 1.766     | 0,2      | 41,1                                        | 58,9                                        |
|                            | Überparteiliche Liste (ÜL)                                                  | 177       | 0,0      | 203       | 0,0      | 46,6                                        | 53,4                                        |
|                            | Nationalrevolutionäre Volkspartei (NVRP)                                    | 185       | 0,0      | 164       | 0,0      | 53,0                                        | 47,0                                        |
|                            | Partei für Mietreform, Reichspartei der Mieter und Wohnungssuchenden (PMMW) | 133       | 0,0      | 165       | 0,0      | 44,6                                        | 55,4                                        |
|                            | Evangelische Wähler und Wählerinnen (EWW)                                   | 71        | 0,0      | 101       | 0,0      | 41,3                                        | 58,7                                        |
|                            | Linksradikale Antikorruptionspartei (LAP)                                   | 10        | 0,0      | 7         | 0,0      | 58,8                                        | 41,2                                        |
| Gültige Stimmen            | Gültige Stimmen                                                             | 1.092.309 | 100      | 1.201.969 | 100      | 47,6                                        | 52,4                                        |
| Ungültige Stimmen          | Ungültige Stimmen                                                           | 7.314     | 0,7      | 9.554     | 0,8      | 43,4                                        | 56,6                                        |
| Wähler und Wahlbeteiligung | Wähler und Wahlbeteiligung                                                  | 1.099.623 | 74,5     | 1.211.523 | 66,8     | 47,6                                        | 52,4                                        |
| Wahlberechtigte            | Wahlberechtigte                                                             | 1.476.564 | 100      | 1.812.618 | 100      | 44,9                                        | 55,1                                        |

## Amtliche Quellen
- Wahlordnung: Bekanntmachung, betr. die Wahlen der Stadtverordneten und Bezirksverordneten in Berlin 1929. In: Amtsblatt der Stadt Berlin. 70. Jahrg. Nr. 39. Berlin 1. Oktober 1929, S. 778–779
- Wahlvorschläge: Amtsblatt der Stadt Berlin. 70. Jahrg. Nr. 45. Berlin 10. November 1929, S. 919–1022
- Gesamtergebnis: Bekanntmachung betr. die Wahlen der Stadtverordneten und der Bezirksverordneten in Berlin In: Amtsblatt der Stadt Berlin. 70. Jahrg. Nr. 49. Berlin 8. Dezember 1929, S. 1098–1136
- Stadtverordnetenwahl am 17. November 1929. In: Statistisches Jahrbuch der Stadt Berlin 1930. 6. Jahrgang. Berlin 1930, S. 347–350